# شله (پادشاه)
شله نامی است که تقریباً در یک گروه دوازده تایی از متون ذکر شده‌است؛ که در اصل ادعا شده از «مال امیر» کوه‌های بختیاری در شرق شوشان آمده‌است. اما چه بسا به دلایل پیشه‌شناسی خود متعلق به هفت تپه باشد و گذشته از این فقط در یک متن قانونی مکشوف از شوش نامش ذکر شده، که در آن نیز برای او آرزوی کامیابی شده‌است. به رغم نداشتن لقب شاهی بیشتر پژوهشگران با این احتمال که او (شاه شوش) بوده‌است، موافق‌اند؛ زیرا نامش در سوگندی معمول در متون قانونی همراه با نام اینشوشینک به همان نحوی آمده‌است؛ که نام تپتی اهر (پادشاه شوش) به کار رفته‌است. به نظر برخی شله جانشین بلافصل تپتی اهر بوده‌است. نام تپتی اهر و اینشوشینک -شر-ایلانی روی آجرهای کتیبه‌دار مکشوف از شوش از آغاز این سده به دست آمده‌است.